# Tir aux Jeux olympiques d'été de 2012 - Carabine à 50 m 3 positions hommes
Navigation
Pékin 2008 Rio de Janeiro 2016
L'épreuve masculine de carabine à 50 mètres trois positions des Jeux olympiques d'été de 2012 se déroule aux Royal Artillery Barracks à Londres le 6 août 2012.

## Format de la compétition
L'épreuve se compose d'un tour de qualification et d'une finale. En qualification, chaque athlète effectue 120 tirs avec un 22 long rifle à 50 mètres de la cible. 40 coups de feu sont tirés en position couchée, debout et genou à terre. Les 8 meilleurs tireurs en qualification se qualifient pour la finale.
Lors de la finale, les athlètes effectuent 10 nouveaux tirs en position debout. Le score total des 130 tirs détermine le classement final et l'attribution des médailles.

## Médaillés
| Or                | Argent        | Bronze         |
| Niccolò Campriani | Kim Jong-hyun | Matthew Emmons |

## Qualification
| Rang | Athlète              | Pays               | Couché | Classement | À genoux | Total | Notes             |
| ---- | -------------------- | ------------------ | ------ | ---------- | -------- | ----- | ----------------- |
| 1    | Niccolò Campriani    | Italie             | 396    | 390        | 394      | 1180  | Q, RO             |
| 2    | Matthew Emmons       | États-Unis         | 396    | 386        | 390      | 1172  | Q                 |
| 3    | Cyril Graff          | France             | 395    | 385        | 391      | 1171  | Q                 |
| 4    | Yury Shcherbatsevich | Biélorussie        | 399    | 380        | 392      | 1171  | Q                 |
| 5    | Kim Jong-Hyun        | Corée du Sud       | 396    | 385        | 390      | 1171  | Q                 |
| 6    | Zhu Qinan            | Chine              | 392    | 390        | 388      | 1170  | Q                 |
| 7    | Ole Kristian Bryhn   | Norvège            | 397    | 385        | 387      | 1169  | Q                 |
| 8    | Péter Sidi           | Hongrie            | 394    | 389        | 385      | 1168  | Q, Barrage : 48,2 |
| 9    | Han Jin-Seop         | Corée du Sud       | 398    | 378        | 392      | 1168  | Barrage : 48,1    |
| 10   | Artur Ayvazyan       | Ukraine            | 397    | 383        | 388      | 1168  | Barrage : 47,8    |
| 11   | Marcel Bürge         | Suisse             | 397    | 384        | 387      | 1168  | Barrage : 45,9    |
| 12   | Thomas Farnik        | Autriche           | 394    | 382        | 391      | 1167  |                   |
| 13   | Valérian Sauveplane  | France             | 394    | 382        | 391      | 1167  |                   |
| 14   | Serhiy Kulish        | Ukraine            | 390    | 387        | 389      | 1166  |                   |
| 15   | Marco De Nicolo      | Italie             | 394    | 380        | 391      | 1165  |                   |
| 16   | Artem Khadjibekov    | Russie             | 399    | 377        | 389      | 1165  |                   |
| 17   | Vitali Bubnovich     | Biélorussie        | 396    | 380        | 388      | 1164  |                   |
| 18   | Denis Sokolov        | Russie             | 396    | 375        | 393      | 1164  |                   |
| 19   | Simon Beyeler        | Suisse             | 394    | 379        | 391      | 1164  |                   |
| 20   | Gagan Narang         | Inde               | 398    | 377        | 389      | 1164  |                   |
| 21   | Maik Eckhardt        | Allemagne          | 397    | 382        | 384      | 1163  |                   |
| 22   | Are Hansen           | Norvège            | 397    | 382        | 384      | 1163  |                   |
| 23   | Nemanja Mirosavljev  | Serbie             | 392    | 379        | 391      | 1162  |                   |
| 24   | Anton Rizov          | Bulgarie           | 395    | 378        | 389      | 1162  |                   |
| 25   | James Huckle         | Grande-Bretagne    | 392    | 384        | 386      | 1162  |                   |
| 26   | Sanjeev Rajput       | Inde               | 395    | 378        | 388      | 1161  |                   |
| 27   | Rajmond Debevec      | Slovénie           | 395    | 378        | 388      | 1161  |                   |
| 28   | Peter Hellenbrand    | Pays-Bas           | 395    | 385        | 380      | 1160  |                   |
| 29   | Lan Xing             | Chine              | 397    | 378        | 384      | 1159  |                   |
| 30   | Jason Parker         | États-Unis         | 398    | 383        | 380      | 1159  |                   |
| 31   | Jozef Gönci          | Slovaquie          | 395    | 381        | 381      | 1157  |                   |
| 32   | Daniel Brodmeier     | Allemagne          | 398    | 374        | 384      | 1156  |                   |
| 33   | Bayaraa Nyantai      | Mongolie           | 393    | 382        | 379      | 1154  |                   |
| 34   | Václav Haman         | République tchèque | 395    | 374        | 384      | 1153  |                   |
| 35   | Bojan Durković       | Croatie            | 396    | 369        | 387      | 1152  |                   |
| 36   | Javier López         | Espagne            | 396    | 375        | 380      | 1151  |                   |
| 37   | Dane Sampson         | Australie          | 392    | 381        | 378      | 1151  |                   |
| 38   | Nedžad Fazlija       | Bosnie-Herzégovine | 392    | 372        | 385      | 1145  |                   |
| 39   | Midori Yajima        | Japon              | 394    | 367        | 387      | 1148  |                   |
| 40   | Ruslan Ismailov      | Kirghizistan       | 392    | 376        | 378      | 1146  |                   |
| 41   | Jonathan Hammond     | Grande-Bretagne    | 395    | 361        | 386      | 1142  |                   |

## Finale
| Rang                                | Athlète              | Pays         | Qualifications | 1    | 2    | 3    | 4    | 5    | 6    | 7    | 8    | 9    | 10   | Finale | Total        |
| ----------------------------------- | -------------------- | ------------ | -------------- | ---- | ---- | ---- | ---- | ---- | ---- | ---- | ---- | ---- | ---- | ------ | ------------ |
| Médaille d'or, Jeux olympiques      | Niccolò Campriani    | Italie       | 1180           | 10,2 | 9,3  | 9,7  | 9,1  | 10,7 | 9,9  | 10,4 | 10,5 | 9,7  | 9,0  | 98,5   | 1278,5 (ROF) |
| Médaille d'argent, Jeux olympiques  | Kim Jong-Hyun        | Corée du Sud | 1171           | 10,3 | 10,7 | 9,4  | 10,2 | 10,6 | 10,0 | 10,3 | 10,1 | 9,5  | 10,4 | 101,5  | 1272,5       |
| Médaille de bronze, Jeux olympiques | Matthew Emmons       | États-Unis   | 1172           | 9,2  | 9,8  | 10,1 | 10,5 | 10,4 | 9,9  | 10,7 | 10,6 | 10,5 | 7,6  | 99,3   | 1271,3       |
| 4                                   | Cyril Graff          | France       | 1171           | 10,1 | 9,9  | 10,3 | 9,7  | 9,4  | 10,1 | 9,9  | 9,9  | 10,3 | 10,4 | 100,0  | 1271,0       |
| 5                                   | Zhu Qinan            | Chine        | 1170           | 10,1 | 10,2 | 9,4  | 10,8 | 10,3 | 10,3 | 9,4  | 9,9  | 10,3 | 9,5  | 100,2  | 1270,2       |
| 6                                   | Péter Sidi           | Hongrie      | 1168           | 10,5 | 9,8  | 10,6 | 9,3  | 9,7  | 10,0 | 10,1 | 10,2 | 10,2 | 10,6 | 101,0  | 1269,0       |
| 7                                   | Ole Kristian Bryhn   | Norvège      | 1169           | 10,7 | 9,9  | 9,8  | 8,1  | 10,4 | 8,8  | 9,7  | 10,7 | 10,5 | 10,2 | 98,8   | 1267,8       |
| 8                                   | Yury Shcherbatsevich | Biélorussie  | 1171           | 9,0  | 10,6 | 9,6  | 9,5  | 9,5  | 8,8  | 9,4  | 10,7 | 9,7  | 9,5  | 96,3   | 1267,3       |

## Sources
- Le site officiel du Comité international olympique
- Site officiel de Londres 2012